# Taveeta Szymanowicz
Taveeta Maria Chanel Szymanowicz-Bramble, más conocida como Taveeta Szymanowicz o simplemente Taveeta (Toronto, Canadá, 17 de junio de 1996), es una actriz, bailarina y cantante canadiense, más conocida por hacer los papeles de Thalia en la serie The Next Step y de Valerie Graves en la serie de Nickelodeon Make It Pop.

## Biografía
Su madre es polaca y su padre es de Santa Lucía. Comenzó a bailar a los 6 años de edad en una escuela de ballet, donde la inscribió su madre debido a su hiperactividad. Más tarde, con 9 años, tomó clases de jazz y fue entonces cuando encontró su pasión por el baile.
Asistió al "Cardinal Carter Academy of The Arts". Mientras, en la secundaria, hizo un curso de derechos y le encantó; si lo del baile no salía bien, dijo que sería abogada.
En 2014, fue elegida para hacer el papel de Thalia en la serie The Next Step y, un año después, fue escogida para hacer el papel de Valerie Graves en la serie de Nickelodeon Make It Pop.
En marzo de 2017, bajo el nombre de Taveeta, estrenó en single su nueva canción «Resurrection».